# Landsberied
Landsberied este o comună din landul Bavaria, Germania.